# Psylla bakeri
Psylla bakeri är en insektsart som beskrevs av Crawford 1919. Psylla bakeri ingår i släktet Psylla och familjen rundbladloppor. Inga underarter finns listade i Catalogue of Life.